# 김리나 (1942년)
김이나(金理那, 1942년 1월 30일 ~ )는 대한민국의 여성 고고미술사학자이다. 고고학자 김재원(金載元)의 첫째딸이며 국립중앙박물관 관장 김영나(金英那)의 큰언니이다. 현재 홍익대학교 명예교수이다.

## 학력
- 서울 경기여자고등학교 졸업
- 서울대학교 사학과 졸업
- 미국 하버드 대학교 대학원 미술사학과 졸업 (인문과학 석사, 인문과학 박사)